# Ecuadattus typicus
Espèce

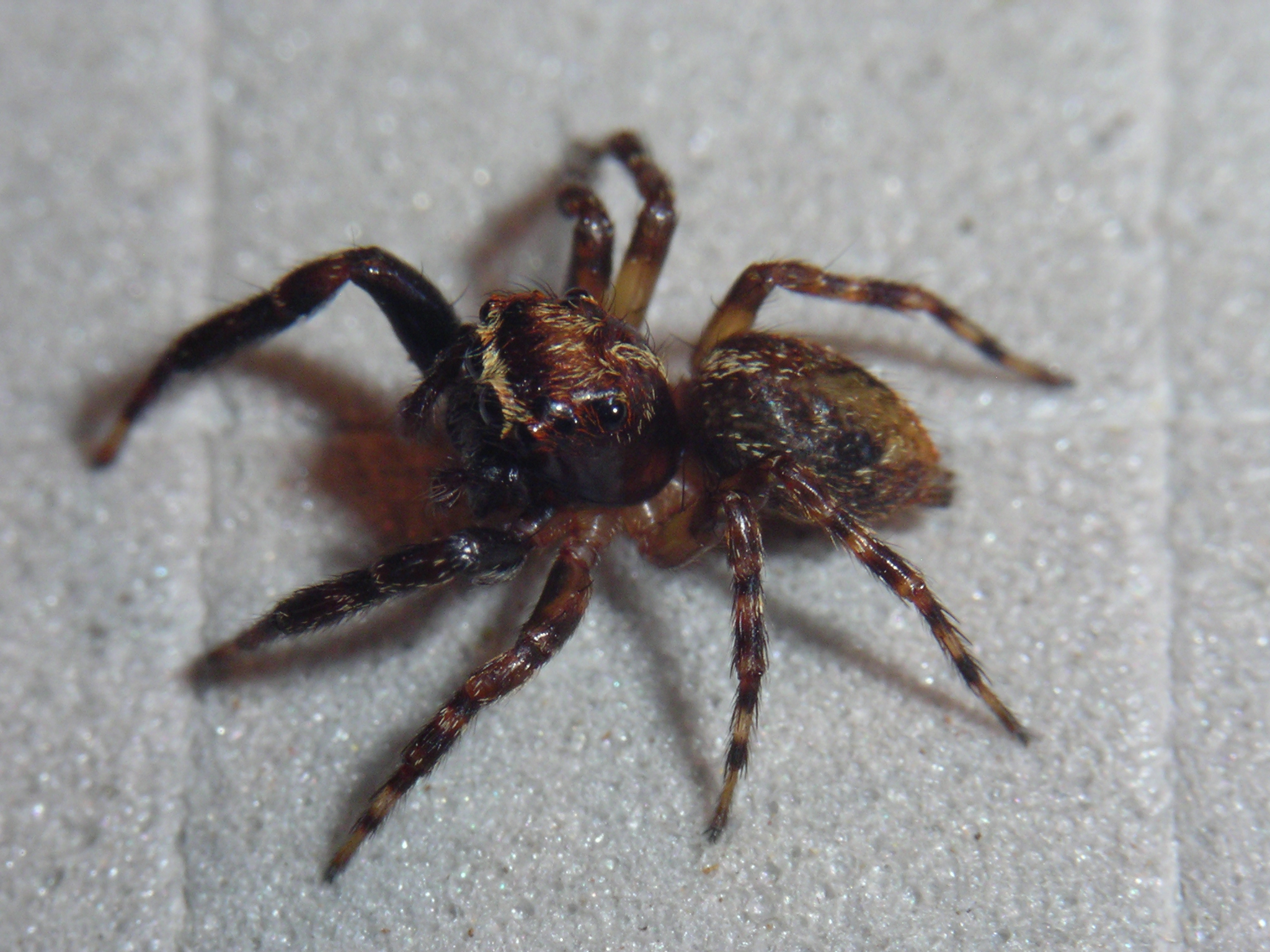
Ecuadattus typicus mâle

Ecuadattus typicus est une espèce d'araignées aranéomorphes de la famille des Salticidae.

## Distribution
Cette espèce est endémique de la province de Napo en Équateur,. Elle se rencontre entre 2 080 et 2 260 m d'altitude.

## Description
La carapace du mâle holotype mesure 2,5 mm de long et l'abdomen 2,8 mm et la carapace de la femelle paratype mesure 2,0 mm de long et l'abdomen 2,0 mm.

## Publication originale
- Zhang & Maddison, 2012 : New euophryine jumping spiders from Central and South America (Araneae: Salticidae: Euophryinae). Zootaxa, no 3578, p. 1-35.